# Rivière de l'Esturgeon (rivière Bell)
Pour les articles homonymes, voir Esturgeon.
Ne doit pas être confondu avec Rivière Sturgeon.
La rivière de l’Esturgeon est un affluent de la rivière Bell, coulant dans la municipalité d'Eeyou Istchee Baie-James, dans la région administrative du Nord-du-Québec, au Québec, au Canada.
Le cours de la rivière de l’Esturgeon (au nord de la route R1000) constitue la limite est de la Réserve de biodiversité projetée du Lac Taibi.
Les routes forestières R1000 (menant vers le Nord-Ouest coupant le milieu de la rivière) et la R0801 (sens Nord-Sud) desservent ce bassin versant.

## Géographie
Les bassins versants voisins de la rivière de l’Esturgeon sont :
- côté nord : rivière Bell, lac Taibi, rivière des Indiens (rivière Bell) ;
- côté est : rivière Daniel, ruisseau Kâpiskagamacik ;
- côté sud : rivière Daniel, rivière Bigniba ;
- côté ouest : rivière des Indiens (rivière Bell), rivière Harricana.

La rivière de l’Esturgeon prend naissance dans Eeyou Istchee Baie-James (municipalité) d’un ruisseau drainant un petit étang et quelques zones de marais (altitude : 307 m). Cette source est située à 1,8 km au Nord de la source de la rivière Daniel.
Le cours de la rivière de l’Esturgeon coule généralement vers le Nord, plus ou moins en parallèle à la rivière Daniel (située à l’Est). Son cours coule sur 29,1 km selon les segments suivants :
- 13,5 km vers le Nord, jusqu’à un ruisseau (venant du Sud-Ouest) ;
- 3,8 km vers le Nord-Est, jusqu’à la route forestière R1000 ;
- 11,8 km vers le Nord, jusqu’à sa confluence[2].

La rivière de l’Esturgeon se déverse sur la rive Sud de la rivière Kâpiskagamacik (désigné « Chenal de l’Ouest ») et du Lac Taibi, lequel est traversé vers l’Ouest par la rivière Bell. Cette confluence se situe face à l’île Kâmâgibihak (longueur : 5,7 km ; largeur : 2,6 km). Le lac Taibi borde cette île du côté Ouest.
À partir de la confluence de la rivière de l’Esturgeon, la rivière Bell coule vers le Nord jusqu’à la rive Sud du lac Matagami. Cette dernière se déverse à son tour dans la rivière Nottaway, un affluent de la Baie de Rupert (Baie James).
La confluence de la rivière de l’Esturgeon avec la rivière Bell est située à :
- 6,1 km au Nord-Est de la route forestière R1000 ;
- 24,5 km au Sud-Ouest de la voie ferrée menant à Matagami ;
- 42 km au Sud-Est du centre-ville de Matagami ;
- 59,5 km au Nord-Ouest du centre du village de Lebel-sur-Quévillon.

## Histoire
Le terme « Esturgeon » est un poisson très répandu dans les cours d’eau de l’Amérique du Nord. Beaucoup de toponymes se réfèrent à des espèces animales.
Le toponyme "rivière de l’Esturgeon" a été officialisé le 5 décembre 1968 à la Commission de toponymie du Québec, soit lors de sa création.